# A Patotinha (álbum)
A Patotinha é o décimo primeiro álbum de estúdio lançado pelo grupo feminino A Patotinha, em 1987. O álbum é o primeiro a trazer uma formação diferente desde o primeiro lançamento do grupo: Brincando de Roda numa Discotheque, de 1978. Após o lançamento do álbum o grupo encerrou as atividades e uma formação diferente surgiria apenas em 1995.

## Produção e lançamento
Após a saída de Cecília em 1986, o grupo divulgou canções como um trio, mas logo foi incluída uma nova integrante: a apresentadora Eliana, que tinha 14 anos de idade. Após a gravação das canções, um show promocional foi feito no final de 1986, no qual foram apresentadas as canções do disco. O amadurecimento do grupo foi notável e transpareceu em algumas letras, como na de "Paixão e Prazer" que foi citada em matéria da revista Manchete, por seu conteúdo sensual e adolescente.
A divulgação ocorreu em vários programas da televisão brasileira, como o Qual É a Música?, do SBT, apresentado por Silvio Santos.

## Ficha técnica
O álbum foi lançado originalmente em LP em 1987 pela gravadora 3M, a produção é de Marco Antônio Galvão , a direção de Moacyr M. Machado e os arranjos de Miguel Cidras, a duração total do LP é de 43:26.

## Faixas
- Créditos adaptados do encarte do LP A Patotinha.[7]

| Lado A |                                  |                             |         |  |
| N.º    | Título                           | Compositor(es)              | Duração |  |
| 1.     | "Uma Nova Sensação"              | Don Bento, Brenda           | 2:49    |  |
| 2.     | "Gosto Demais"                   | Lucas Robles, César Rossini | 4:17    |  |
| 3.     | "Quero Amanhecer Com Você"       | Leno, Enoch Domingos        | 3:48    |  |
| 4.     | "Maria Rita"                     | Naim, Mark Lee              | 2:29    |  |
| 5.     | "Quero Você"                     | Don Beto                    | 3:56    |  |
| 6.     | "Guarde No Peito, Jogue No Lixo" | Thomas Roth, Julio Caesar   | 2:13    |  |

| Lado B |                          |                                       |         |  |
| N.º    | Título                   | Compositor(es)                        | Duração |  |
| 1.     | "Eu Gosto"               | Arnaldo Saccomani, Mark Lee           | 3:39    |  |
| 2.     | "Zig Zag Little Richard" | Belchior, Graco                       | 3:22    |  |
| 3.     | "Paixão E Prazer"        | Ed Wilson, Carlos Colla               | 5:03    |  |
| 4.     | "Garoto"                 | Nino, Jefferson Farias                | 3:32    |  |
| 5.     | "Deixa Isso Pra Lá"      | Alberto Paz, Edson Menezes            | 2:28    |  |
| 6.     | "O Mundo é um Motor"     | Carlinhos Borba Gato, Fernando Barros | 3:16    |  |
| 7.     | "FM"                     |                                       | 2:34    |  |